# 铁背台吉
铁背台吉（?—?），又称铁拜台吉、黑台吉，蒙古文史籍称作土伯特台吉，孛儿只斤氏。16世纪蒙古右翼土默特部領主，达延汗第三子巴尔斯博罗特之孙，俺答汗的第三子，母亲是莫伦哈屯。
铁背台吉年青时夭亡，莫伦哈屯想要用一百个童子、一百只驼崽为他殉葬，被蒙古各阶层民众激烈反抗，于是中止。铁背台吉留下一个儿子，即促成明朝和俺答汗和议的把汉那吉。